# جوك الكلب البطل (فلم)
جوك الكلب البطل (بالإنجليزية: Jock the Hero Dog)، هُو فيلم أنيمشن ثلاثي الأبعاد جنوب أفريقي أمريكي صدر سنة 2011 وأخرجه دونكان ماكنيلي. شارك في الأدوار الصوتية طاقم مُكون من براين آدمز ودونالد ساذرلاند وهيلين هنت وتيد دانسون وديزموند توتو وماندي باتينكين وويليام بالدوين.

## وصلات خارجية
- جوك الكلب البطل  في قاعدة بيانات الأفلام على الإنترنت (بالإنجليزية)
- جوك الكلب البطل (فلم) في روتن توميتوز.